# Харьковская городская община
Ха́рьковская городска́я общи́на (укр. Ха́рківська міська́ грома́да) — территориальная община в центре Харьковского района Харьковской области Украины. Административный центр — город Харьков.

## География
Община расположена в географическом центре Харьковского района.
Община граничит:
на севере — с Малоданиловской поселковой и Циркуновской сельской общинами,
на востоке — с Ольховской сельской и Роганской поселковой общинами,
на юге — с Безлюдовской и Высочанской поселковыми общинами,
на западе — с Песочинской и Солоницевской поселковыми общинами Харьковского района.
В административном отношении община включает один город — Харьков.
Основные реки — Лопань, Харьков, Уды, Немышля, Очеретянка, Саржинка, Алексеевка, Жихорец, Сухой Жихарь, Манжосовка, Глубокий.

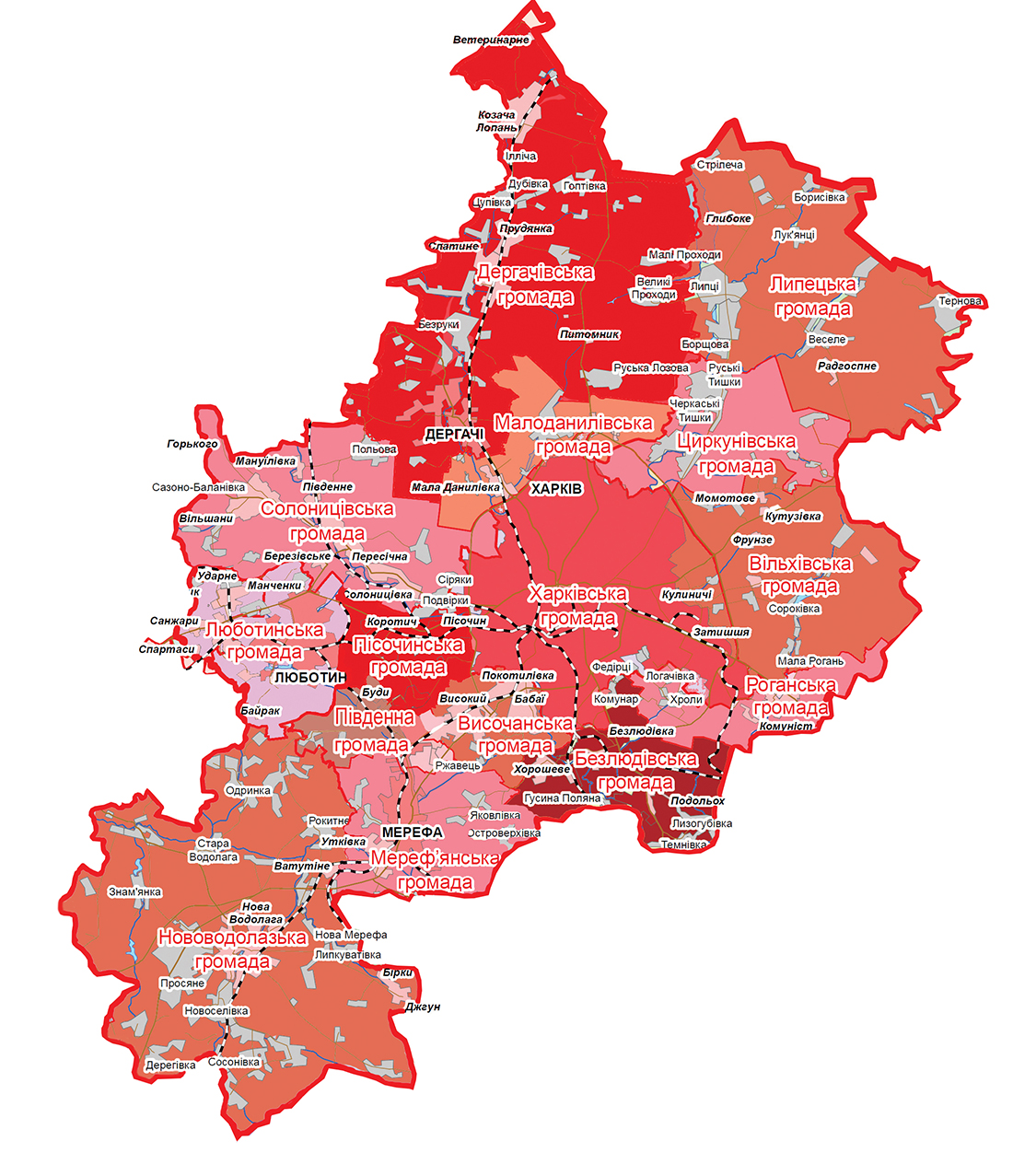
Карта Харьковского района

## История
- 17 июля 2020 года[1] Харьковская община стала частью Харьковского района Харьковской области Украины.
- После 17 июля 2020 в рамках административно-территориальной реформы по новому делению[2] Харьковской области[2] Пономаренковский сельсовет был упразднён; входящие в него населённые пункты и его территории присоединены к Харьковской городской общине.

## Население
Численность населения общины — 1 443 207 человек.

## Административное устройство
Община включает один город:
- Харьков

## Транспорт
Через территорию общины проходят важные автомагистрали:
М-18(E 105) Москва — Симферополь,
М-03 (E 40, E 50) Киев — Харьков.